# 포순이
포순이(영어:POSUNI)는 대한민국 경찰청의 마스코트로 여자 모습을 하고있다.
1999년 서울경찰청에서 개발했으며, 캐릭터 모양은 만화가 이현세씨가 제작하였다. 이름의 유래는 옛 사법기관인 포도청의 '포'와 경찰을 뜻하는 영어단어 폴리스의 '포'에 고유의 이름인 돌이와 순이가 합쳐진 것이며 서울경찰청 산하 전직원들을 상대로 캐릭터 명칭을 공모한 끝에 선정됐다. 같은 해 8월 20일에는 포돌이와 포순이 캐릭터 제막식을 가졌으며, 10월 18일에는 이 캐릭터를 이용한 어린이 명예경찰도 위촉해 발대식을 가졌다.
이후 당시 서울경찰청장이었던 이무영이 1999년 11월 14일에 경찰청장이 되면서 본격적으로 전국 경찰서에서 확대 사용되기 시작하였다.

## 포순이 3.0
2020년 7월 7일에 대한민국 경찰청이 성차별과 성별고정관념을 바꾸려고 포순이의 모습을 변경했다. 바로 속눈썹이 사라지고, 치마는 바지로 변경되고, 단발머리는 귀 뒤로 넘겼다. 포돌이와 같은 디자인으로 변경된 모습이며, 그동안 치마를 입고 속눈썹을 단 포순이에 비해 2019년 10월에 부추긴다는 설명이 공개되었고, 이듬해인 2020년에 포순이를 포돌이와 동일한 모습으로 바뀌면서 포순이 3.0이라는 세대네임을 지정했다. 사실상 경찰 근무복은 대부분 바지와 셔츠로 구성되어 있으며, 정복 하의로는 치마도 있다. 그러나 포순이는 탄생 이후로 치마를 입고 생활했기 때문에이렇게 한 것도 아닐까 싶다.

## 같이 보기
- 포돌이